# Václav Hrabánek

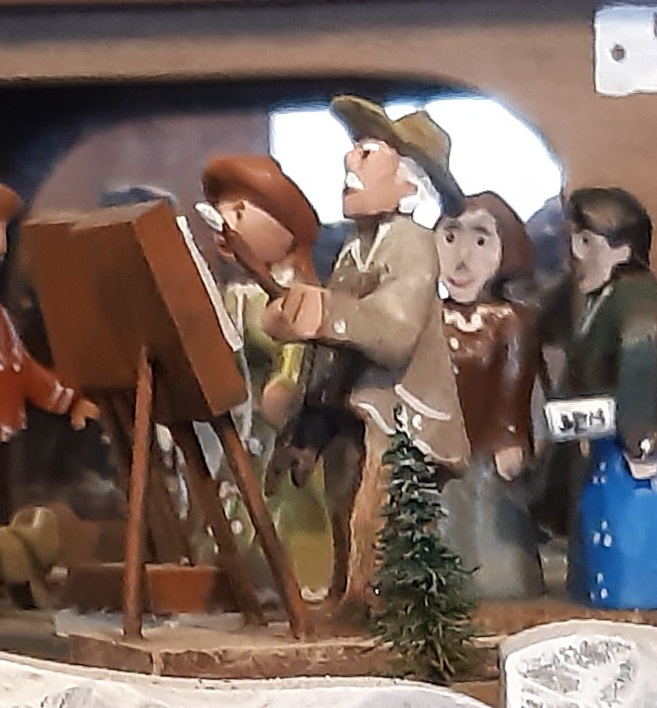
Václav Hrabánek, Kašperskohorský betlém, řezbář Vladivoj Hrach

Václav Hrabánek (11. března 1915 Terst – 20. dubna 2005 Kašperské Hory) byl český právník a neprofesionální malíř, obnovitel šumavské tradice podmaleb na skle.
Jako samouk se naučil podmalby na skle, dnes jsou jeho práce uloženy ve sbírkách mnoha muzeí v České republice (Národní muzeum, Muzeum Šumavy Kašperské Hory, Vlastivědné muzeum Dr. Hostaše v Klatovech, Regionální muzeum v Domažlicích, Krajské muzeum v Plzni) a v Muzeu evropských a středomořských civilizací (MuCEM) v Marseille ve Francii.

## Život
Václav Hrabánek se narodil 11. března 1915 v Terstu, zemřel 20. dubna 2005 v Kašperských Horách.
Začal studovat práva před rokem 1938, po uzavření vysokých škol v roce 1939 studia dokončil až po válce v roce 1946. Okamžitě po dokončení studí a získání titulu JUDr. se stal majitelem pražského bankovního domu Hrabánek založeného jeho otcem. Po únorových událostech v roce 1948 byla rodině banka zkonfiskována a jemu byl mu znemožněn vstup do banky. Nadále nesměl vykonávat žádnou právnickou praxi ani úřednickou činnost. Pracoval od roku 1950 v pomocných dělnických profesích postupně jako dělník, závozník a taxikář Komunálního podniku hl. m. Prahy.

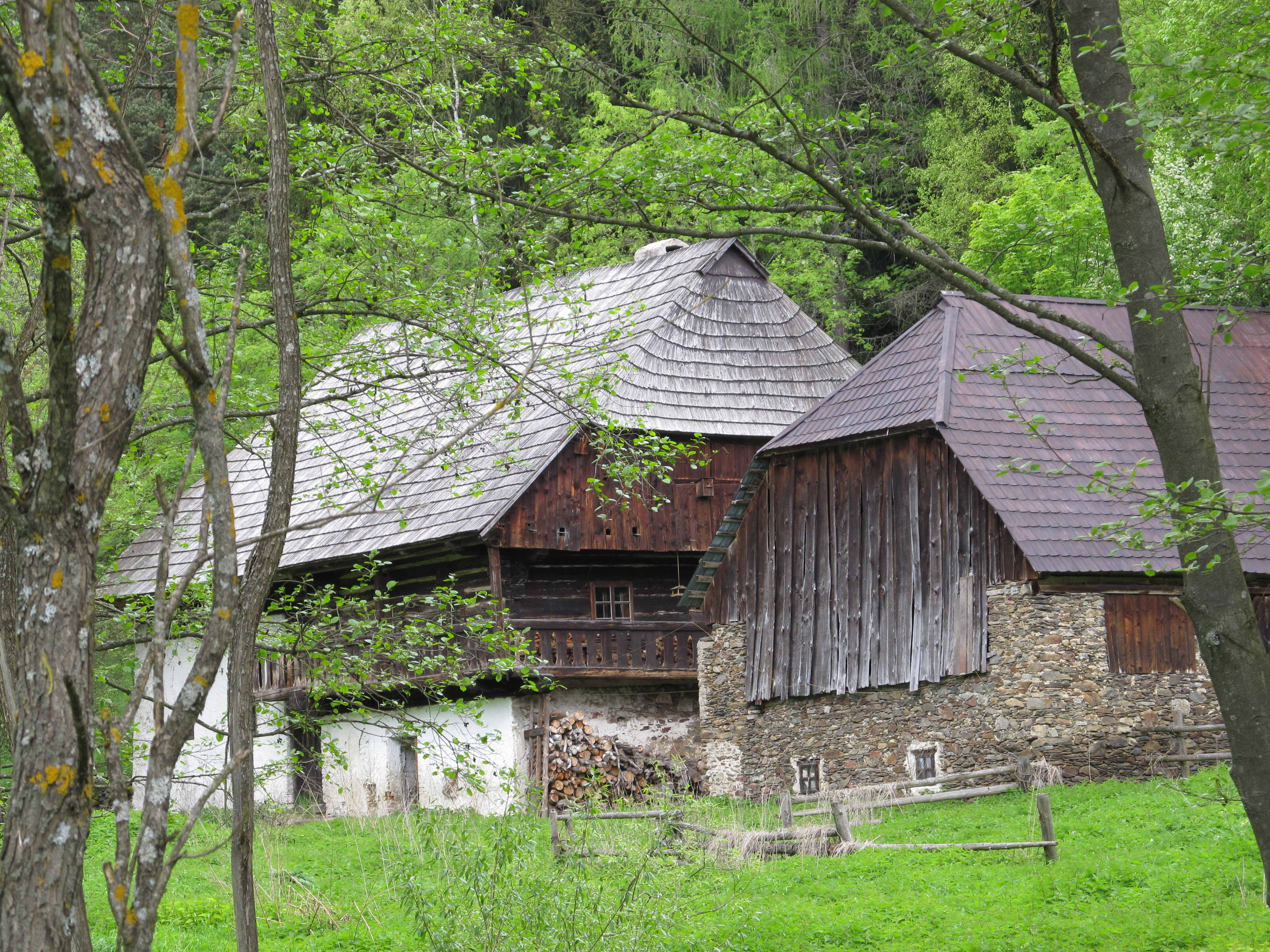
Mlýn Sterzmühle

V polovině 70. let po odchodu do důchodu se odstěhoval na Šumavu a v roce 1966 s manželkou Hanou koupili uprostřed šumavských lesů barokní mlýn Sterzmühle u Hartmanic (Mochovský mlýn) u potoka Volšovka. Manželé zde prožili třicet let. Starý mlýn, který je dnes kulturní památkou, neměl původně připojení k elektrickému vedení ani vodovodu. Václav Hrabánek připojení k elektrickému vedení i vodovodu pořídil a zavedl u mlýna záchranný chov huculských koní (v chovu pokračoval jeho syn PhDr. Václav Hrabánek, historik, který se po odchodu z aktivního života přestěhoval do Kašperských Hor).
Po mnoha letech prožitých na samotě uprostřed přírody se manželé přestěhovali do Kašperských Hor, kde Václav Hrabánek zemřel. Dům patří jeho potomkům dodnes.
Mlýn si oblíbili filmaři, natáčely se zde scény Menzelova filmu Obsluhoval jsem anglického krále a záběry filmu Cesta pustým lesem. Jiří Strach zde natáčel pohádku Tři životy.

## Dílo
Václav Hrabánek starý mlýn postupně nejen opravoval, ale chtěl si v něm zařídit i tzv. „svatý kout“ vyzdobený obrázky na skle. Nejprve se sám pokoušel najít techniku malby na skle, maloval jen kopie lidových obrázků. Zpočátku napodoboval staré originály a maloval na malých formátech. V technice malby se trvale zlepšoval, prostudoval odbornou literaturu a absolvoval několik kurzů. Jak nabýval malířských zkušeností, přestával kopírovat podle starých obrázků a předloh a začal malovat dle vlastní fantazie. Inspiroval se různými tématy a jeho obrázky byly naprosto originální. Začátkem 90. let byl nejvýraznější osobností mezi neprofesionálními malíři obrázků na skle v Česku.
Oproti tradičnímu lidovému umění podmalby na skle, které čerpalo výhradně z novozákonních námětů, u Hrabánka měly významné místo výjevy ze Starého zákona (Šalamounův soud, Samson a Dalila aj.). Zobrazoval také novozákonní náměty – Narození Páně, Křest Ježíšův, Kristův vjezd do Jeruzaléma a jiné). Postupně – zejména v pozdějších letech tvorby – maloval stále více námětů nenáboženských, které odrážely jeho zájem o historii – Jana z Arku, císař Napoleon (Napoleon při přechodu Alp nebo Napoleon u Slavkova) či císař František Josef I. Častým jeho námětem byly lovecké scény (Lovci na koních v historických oblecích, Myslivec v šumavské krajině) nebo výjevy z běžného venkovského života (Ve světnici šumavského statku). Jeho huculské koně ho inspirovaly k figurám jezdeckých škol a jezdcům při dřezúře.
V průběhu tvorby inklinoval k nezvyklým formátům, zejména velkoplošným. Příkladem je obraz Klanění tří králů (65×23 cm), Poslední večeře Páně (60×50 cm), Lov na jelena (65×44 cm) nebo Cyklus vinařství (40×25 cm).
Jeho častým námětem byl sv. Václav a sv. Vintíř (světec na obou stranách staré Šumavy). Oblíbenou postavou byl král Václav IV. se symbolem ledňáčka ve věníku, ledňáčka používal často i jako svůj podpis.
Nejdříve se o Hrabánkovo dílo začalo zajímat Národopisné muzeum (oddělení Národního muzea v Praze), které již v 90. letech 20. století jako první zakoupilo jeho rané obrázky do svých sbírek.
Dle autora výstavy Lidové obrázky na skle z jižních a západních Čech v Muzeu Šumavy v Kašperských Horách (1988) etnologa Etnogického ústavu Akademie věd ČR PhDr. Luboše Kafky byl Václav Hrabánek malíř „stojící na pomezí mezi lidovým a naivním (insitním) uměním. K lidovému umění ho bytostně přibližovala nejen tematika děl a téměř programová návaznost na lidovou produkci a způsob života, který i na konci 20. století připomínal tradiční život předešlých generací. Hrabánkovo vzdělání, kulturní rozhled i individualizovaný malířský projev ho na druhé straně zařazují k soudobé tvorbě poučených, do značné míry až sofistikovaných insitních umělců. Malování bylo nedílně spjato s dalšími malířovými zájmy, především zájmem o historii, národopis, dějiny umění a v neposlední řadě o přírodu.“

## Výstavy
- Galerie Rückl (Praha)
- Divadlo Lucie Bílé (Praha)
- Lidové obrázky na skle z jižních a západních Čech (Muzeum Šumavy v Kašperských Horách)
- Život na skle šumavského malíře Václava Hrabánka (2015, Muzeum Šumavy v Kašperských Horách)